# Robin Hobb
Œuvres principales
- L'Assassin royal
- Les Aventuriers de la mer
- Le Soldat chamane
- Les Cités des Anciens

Robin Hobb, ou Megan Lindholm, de son vrai nom Margaret Astrid Lindholm Ogden, née le 5 mars 1952 à Berkeley en Californie est une écrivaine américaine de fantasy.

## Premières années
Née en Californie, Margaret Astrid Lindholm passe son enfance à Fairbanks en Alaska. Après avoir obtenu un diplôme au lycée Austin E. Lathrop, elle étudie pendant un an à l'Université de Denver puis revient en Alaska. À dix-huit ans, elle épouse Fred Ogden et emménage avec lui sur l'Île Kodiak. Elle est mère de quatre enfants et affectionne particulièrement les chiens. Cela aurait pu influencer l'attirance de Fitz, le héros de L'Assassin royal, pour les canins en général.

## Carrière littéraire

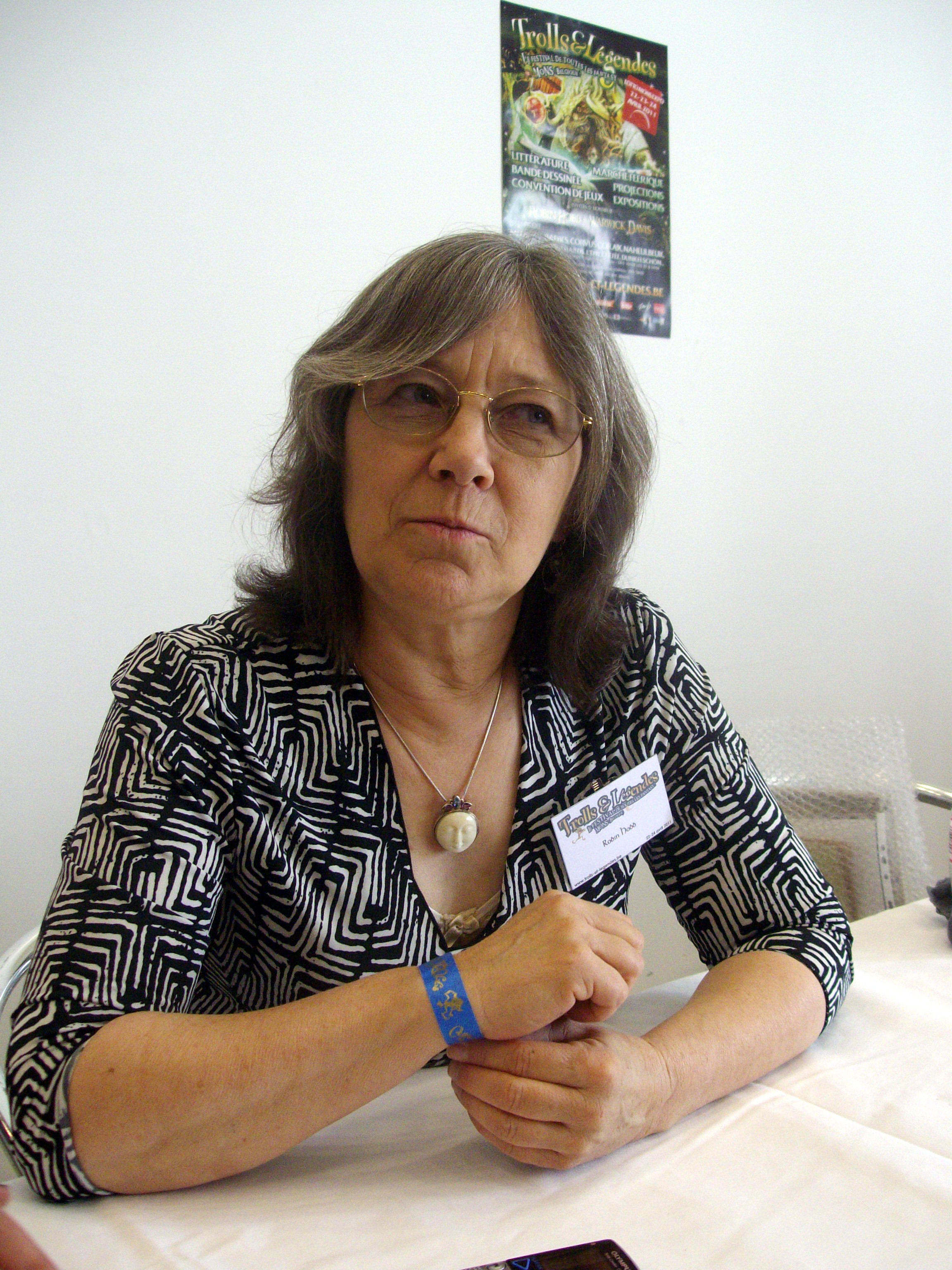
Robin Hobb au festival Trolls et légendes de Mons en 2011.

Certains auteurs écrivent sous différents pseudonymes afin de pouvoir écrire dans des genres différents. Les ouvrages signés Robin Hobb et Megan Lindholm s'inscrivent principalement dans le domaine du médiéval-fantastique. La distinction se fait par des approches différentes du genre.

### Megan Lindholm
Elle écrit d'abord sous le pseudonyme  de Megan Lindholm pour des revues en 1971. Elle vend ses premières nouvelles à des magazines pour enfants du type Humpty Dumpty ou Jack and Jill. Elle publie également des ouvrages pédagogiques pour la maison d'édition de Chicago SRA.
Dans les années 1970, elle commence à écrire des nouvelles de fantaisie pour des fanzines comme Space and Time (édité par Gordon Linzner). Sa première publication professionnelle est la nouvelle Bones for Duluth qui paraît dans l'anthologie féministe Amazons! publiée par DAW Books. Dans cette nouvelle, les personnages de Ki et Vandien récurrents dans son œuvre sont introduits pour la première fois. On les retrouvera en 1980 dans The Small One.
Son premier roman, Le Vol des harpies, publié en 1983, est le premier du cycle qui met en scène Ki et Vandien. Suivront Les Ventchanteuses (1984), La Porte du Limbreth (1984) et Les Roues du destin (1989).
Jusqu'en 1995, ses ouvrages sont publiés exclusivement sous le nom de Megan Lindholm. Par la suite, elle continuera d'écrire sous ce nom en apparaissant par exemple dans la sélection des meilleures œuvres de science-fiction en 2013 publiée par David Hartwell.

### Robin Hobb
Megan Lindholm utilise le pseudonyme de Robin Hobb à partir de 1995,.
Le premier roman signé Robin Hobb, L'Apprenti assassin (1995), est le premier volume de ce qui est devenu deux trilogies nommées en français L'Assassin royal, racontées à la première personne par FitzChevalerie Loinvoyant, fils illégitime d'un prince, et mettant également en vedette un personnage énigmatique appelé le Fou.
Dans le même univers et intercalé chronologiquement entre les deux cycles de l'Assassin royal, le cycle des Aventuriers de la mer, publié de 1998 à 2000, raconte l'histoire d'une famille de commerçants et leurs navires vivants. Puis, publié de 2009 à 2013, le cycle Les Cités des Anciens poursuit la saga. Celle-ci est conclue par la trilogie Le Fou et l'Assassin publiée entre 2014 et 2017. Le Fou et l'Assassin est la suite et la conclusion non seulement de ses livres précédents mettant en vedette Fitz (L'Assassin royal), mais aussi des livres Les Aventuriers de la mer et Les Cités des Anciens.
Outre ces cinq cycles et quelques ouvrages situés dans l'univers du Royaume des Anciens, Robin Hobb a également publié sous ce nom la trilogie Le Soldat chamane entre 2006 et 2009.
L'Héritage et autres nouvelles, publié en 2011, est une collection d'histoires courtes écrites à la fois en tant que Robin Hobb et Megan Lindholm.

## Récompenses
- 1990 : prix Asimov Reader's Poll pour Une note de Lavande (A Touch of Lavender).
- 2006 : prix Imaginales de la meilleure nouvelle pour Retour au pays (Homecoming)
- 2007 : prix Imaginales du meilleur roman étranger pour La Déchirure et Le Cavalier rêveur (Shaman's Crossing).
- 2017 : prix Inkpot
- 2021 : prix World Fantasy grand maître[7]

## Œuvres

### Sous le nom de Megan Lindholm

#### Ki et Vandien
Cette tétralogie, signée Megan Lindholm, est parue en anglais sous le nom de The Ki and Vandien Quartet.
| N° éd. française | Titre français       | Titre original     | Parution originale | Parution française |
| ---------------- | -------------------- | ------------------ | ------------------ | ------------------ |
| 1                | Le Vol des harpies   | Harpy's Flight     | 1983               | 26 mars 2004       |
| 2                | Les Ventchanteuses   | The Windsingers    | 1984               | 20 septembre 2004  |
| 3                | La Porte du Limbreth | The Limbreth Gate  | 1984               | 26 mai 2005        |
| 4                | Les Roues du destin  | Luck of the Wheels | 1989               | 25 août 2006       |

Le premier volume de cette tétralogie a été traduit par Xavier Spinat, tandis que les trois autres l'ont été par Guillaume Le Pennec.
Les quatre volumes du cycle de Ki et Vandien sont désormais regroupés en un tome : Ki et Vandien - Intégrale chez Mnémos.

#### Le Peuple des rennes
Ce diptyque, signé Megan Lindholm, est paru en anglais sous le nom de The Reindeer People.
| N° éd. française | Titre français       | Titre original      | Parution originale | Parution française |
| ---------------- | -------------------- | ------------------- | ------------------ | ------------------ |
| 1                | Le Peuple des rennes | The Reindeer People | 1988               | 14 octobre 2004    |
| 2                | Le Frère du loup     | The Wolf's Brother  | 1988               | 21 avril 2005      |

Ce diptyque a été intégralement traduit par Maryvonne Ssossé.
Les deux volumes du diptyque du Peuple des rennes sont désormais regroupés en un tome : Le Peuple des rennes - L'Intégrale chez Le Pré aux clercs.

#### Autres livres
Les livres suivants sont tous signés ou cosignés Megan Lindholm.
- Le Dernier Magicien, Mnémos, 2003 (Wizard of the Pigeons, 1985)Prix Imaginales du meilleur roman en 2004
- Le Dieu dans l'ombre, Télémaque, 2004 (Cloven Hooves, 1991)
- Alien Earth, Télémaque, 2006 (Alien Earth, 1992)Premier roman de science-fiction
- La Nuit du prédateur, Mnémos, 2006 (The Gypsy, 1992)Écrit avec Steven Brust. Réédition sous le titre Gypsy, Mnémos, 2021
- L'Héritage et autres nouvelles, Pygmalion, 2012 (The Inheritance, 2011)Recueil de nouvelles signées Robin Hobb et Megan Lindholm. Les nouvelles Retour au pays, L'Héritage et Viande pour chat se déroulent dans l'univers du royaume des Anciens. La nouvelle Retour au pays (titre original : Homecoming), présente dans le recueil original mais déjà publiée en français dans l'anthologie Légendes de la fantasy puis en volume unique, n'est pas reprise ici.
- Liavek, ActuSF, 2014Recueil de six nouvelles signées Megan Lindholm, Steven Brust et Gregory Frost

Nouvelle
- Vieux tacot, ActuSF, 2015  (ISBN 9782917689851)Dans l'anthologie Trolls et Légendes

### Sous le nom de Robin Hobb

#### Le Royaume des Anciens
Une très grande partie des ouvrages publiés sous le nom de Robin Hobb se déroule dans le Royaume des Anciens (Realm of the Elderlings en version originale) : deux trilogies regroupées en français sous le nom de L'Assassin royal, la trilogie Le Fou et l'Assassin, la trilogie Les Aventuriers de la mer, la tétralogie Les Cités des Anciens ainsi que trois romans courts et quatre nouvelles.
La numérotation des ouvrages ainsi que l'ordre de leur publication en version française étant différents de ceux de la version originale, sont indiqués ici les titres en français, ainsi que les titres originaux. De plus, les ouvrages sont classés dans l'ordre de lecture. La trilogie The Tawny Man, que l'éditeur Pygmalion place comme une suite de L'Assassin royal se situe en réalité après Les Aventuriers de la mer, soit quinze ans après The Farseer Trilogy (L'Assassin royal). Les histoires du royaume des Anciens étant liées, il convient de ne pas suivre les indications de Pygmalion.
Le premier livre de L'Assassin royal est sorti en version originale en 1995, puis Robin Hobb a écrit un volume par an jusqu'en 2004. Elle quitte alors le royaume des Anciens le temps d'une autre trilogie (Le Soldat chamane) puis y effectue un retour en 2009 dans la tétralogie La Cité des Anciens.
Une nouvelle trilogie intitulée Le Fou et l'Assassin (The Fitz and the Fool Trilogy) a débuté en août 2014 avec la parution du premier tome, Fool's Assassin, suivi de Fool's Quest l'année suivante. Assassin's Fate paraît en 2017 et clôt la trilogie.
Parallèlement, l'auteur a écrit plusieurs textes se déroulant dans le royaume des Anciens : quatre nouvelles intitulées L'Héritage (The Inheritance) en 2000, Words Like Coins en 2009, Blue Boots en 2010 et L'Épée de son père (Her Father's Sword) en 2017, et trois romans courts intitulés Retour au pays (Homecoming) en 2003, Viande pour chat (Cat's Meat) en 2011 et Le Prince bâtard (The Willful Princess and the Piebald Prince) en 2013.

##### Préludes
Les éditions Pygmalion ont édité deux ouvrages présentés comme étant des préludes aux séries de Robin Hobb se déroulant dans le monde imaginaire du royaume des Anciens.
Le roman court Retour au pays, paru en anglais sous le nom Homecoming en 2004, a été traduit en français par Véronique David-Marescot et publié en 2007.
Le roman court Le Prince bâtard, paru en anglais sous le nom The Willful Princess and the Piebald Prince en 2013, a été traduit en français et publié la même année.
| Titre français   | Titre original                              | Parution originale | Parution française |
| ---------------- | ------------------------------------------- | ------------------ | ------------------ |
| Retour au pays   | Homecoming                                  | 2003               | 24 juin 2007       |
| Le Prince bâtard | The Willful Princess and the Piebald Prince | 2013               | 6 novembre 2013    |

Retour au pays relate sous le forme d'un journal intime l'arrivée des premiers colons dans le Désert des pluies, futur lieu de l'action de la série Les Aventuriers de la mer, et leur découverte de la cité des Anciens. Les évènements présentés sont donc bien antérieurs à ceux qui se déroulent au cours des cycles de L'Assassin royal et des Aventuriers de la mer.
Le Prince bâtard relate l'histoire véritable du Prince Pie (la narratrice jure de ne dire que la vérité), loin de toutes les légendes qui entourent son existence.
On a pu retrouver ces rumeurs lors de la lecture de L’Assassin royal, où le Prince Pie était dépeint comme un être monstrueux.

##### L'Assassin royal: premier cycle
Cette trilogie, parue en anglais sous le nom The Farseer Trilogy, a été traduite et publiée en six volumes aux éditions Pygmalion. Chacun des trois volumes de la version originale compte environ 700 pages. Ils ont été publiés pour la première fois respectivement en 1995, 1996 et 1997 aux éditions Bantam Spectra.
| N° éd. française | Titre français            | Titre original        | Parution originale | Parution française |
| ---------------- | ------------------------- | --------------------- | ------------------ | ------------------ |
| 1                | L'Apprenti assassin       | Assassin's Apprentice | 1995               | 17 septembre 1998  |
| 2                | L'Assassin du roi         | Royal Assassin        | 1996               | 8 février 1999     |
| 3                | La Nef du crépuscule      | Royal Assassin        | 1996               | 16 septembre 1999  |
| 4                | Le Poison de la vengeance | Assassin's Quest      | 1997               | 7 janvier 2000     |
| 5                | La Voie magique           | Assassin's Quest      | 1997               | 13 juin 2000       |
| 6                | La Reine solitaire        | Assassin's Quest      | 1997               | 9 novembre 2000    |

Ce cycle a été intégralement traduit par Arnaud Mousnier-Lompré.
Les treize volumes en français de L'Assassin royal sont désormais regroupés en quatre tomes : La Citadelle des ombres (environ 1000 pages par tome) chez Pygmalion. Les deux premiers tomes regroupent les six volumes de ce premier cycle.

##### Les Aventuriers de la mer
Cette trilogie, parue en anglais sous le nom The Liveship Traders Trilogy, a été traduite et publiée en neuf volumes aux éditions Pygmalion. Chacun des trois volumes de la version originale compte environ 800 pages. Ils ont été publiés pour la première fois respectivement en 1998, 1999 et 2000 aux éditions Bantam Spectra.
| N° éd. française | Titre français               | Titre original  | Parution originale | Parution française |
| ---------------- | ---------------------------- | --------------- | ------------------ | ------------------ |
| 1                | Le Vaisseau magique          | Ship of Magic   | 1998               | 12 juin 2001       |
| 2                | Le Navire aux esclaves       | Ship of Magic   | 1998               | 2 novembre 2001    |
| 3                | La Conquête de la liberté    | Ship of Magic   | 1998               | 24 mai 2002        |
| 4                | Brumes et Tempêtes           | Mad Ship        | 1999               | 10 mars 2004       |
| 5                | Prisons d’eau et de bois     | Mad Ship        | 1999               | 20 janvier 2005    |
| 6                | L’Éveil des eaux dormantes   | Mad Ship        | 1999               | 10 mars 2006       |
| 7                | Le Seigneur des trois règnes | Ship of Destiny | 2000               | 25 octobre 2006    |
| 8                | Ombres et Flammes            | Ship of Destiny | 2000               | 31 janvier 2007    |
| 9                | Les Marches du trône         | Ship of Destiny | 2000               | 8 juin 2007        |

Les trois premiers volumes (correspondant au premier tome de l'édition originale) ont été traduits par Arnaud Mousnier-Lompré, les suivants par Véronique David-Marescot.
Les neuf volumes en français des Aventuriers de la mer sont désormais regroupés en trois tomes : L'Arche des ombres (environ 850 pages par tome) chez Pygmalion.
Cette histoire se déroule dans le même univers que celui de L'Assassin royal (on y retrouve d'ailleurs l'un des personnages de L'Apprenti assassin, même si on ne le découvre que dans la troisième trilogie). Chronologiquement, elle se situe entre le premier et le deuxième cycle de L'Assassin royal. Il est donc préférable de la lire avant le deuxième cycle de L'Assassin royal car une partie de l'intrigue des Aventuriers de la mer y est dévoilée.
Ce cycle raconte l'histoire d'une famille de marchands de la très prospère Terrilville, bien au sud de Castelcerf (ville où commence l'histoire de L'Apprenti assassin). Cette famille possède la Vivacia, une vivenef - formidable vaisseau pouvant devenir vivant, et surtout, pouvant remonter le fleuve du Désert des Pluies afin de faire le commerce d'objets merveilleux. À la mort d'Ephron Vestrit, capitaine de la Vivacia, la lutte pour posséder la vivenef commence.

##### L'Assassin royal: deuxième cycle
Cette trilogie, parue en anglais sous le nom The Tawny Man Trilogy, a été traduite et publiée en sept volumes aux éditions Pygmalion. Chacun des trois volumes de la version originale compte environ 700 pages. Ils ont été publiés pour la première fois respectivement en 2001, 2002 et 2003 aux éditions Voyager/HarperCollins.
| N° éd. française | Titre français            | Titre original  | Parution originale | Parution française |
| ---------------- | ------------------------- | --------------- | ------------------ | ------------------ |
| 7                | Le Prophète blanc         | Fool's Errand   | 2001               | 10 mars 2003       |
| 8                | La Secte maudite          | Fool's Errand   | 2001               | 9 mai 2003         |
| 9                | Les Secrets de Castelcerf | The Golden Fool | 2002               | 10 novembre 2003   |
| 10               | Serments et Deuils        | The Golden Fool | 2002               | 5 mai 2004         |
| 11               | Le Dragon des glaces      | Fool's Fate     | 2003               | 10 mars 2005       |
| 12               | L'Homme noir              | Fool's Fate     | 2003               | 24 octobre 2005    |
| 13               | Adieux et Retrouvailles   | Fool's Fate     | 2003               | 17 février 2006    |

Ce cycle a été intégralement traduit par Arnaud Mousnier-Lompré.
Les treize volumes en français de L'Assassin royal sont désormais regroupés en quatre tomes : La Citadelle des ombres (environ 1000 pages par tome) chez Pygmalion. Les deux derniers tomes regroupent les sept volumes de ce deuxième cycle.
Quinze ans après les aventures narrées dans les deux premiers volumes de La Citadelle des ombres, Fitz mène une vie tranquille loin de la cour. Il a adopté un jeune garçon, et la ménestrelle Astérie vient le voir de temps à autre. Au bout de tout ce temps, il reçoit la visite de Umbre, son ancien maître assassin, puis celle pour le moins inattendue du Fou. Le royaume a besoin de son aide.

##### Les Cités des Anciens
Cette tétralogie, parue en anglais sous le nom The Rain Wild Chronicles, a été traduite et publiée en huit volumes aux éditions Pygmalion. Les quatre volumes de la version originale comptent près de 600 pages. Ils ont été publiés pour la première fois respectivement en 2009, 2010, 2012 et 2013 aux éditions EOS.
| N° éd. française | Titre français             | Titre original   | Parution originale | Parution française |
| ---------------- | -------------------------- | ---------------- | ------------------ | ------------------ |
| 1                | Dragons et Serpents        | Dragon Keeper    | 2009               | 18 septembre 2010  |
| 2                | Les Eaux acides            | Dragon Keeper    | 2009               | 17 novembre 2010   |
| 3                | La Fureur du fleuve        | Dragon Haven     | 2010               | 12 mars 2011       |
| 4                | La Décrue                  | Dragon Haven     | 2010               | 12 octobre 2011    |
| 5                | Les Gardiens des souvenirs | City of Dragons  | 2012               | 19 mai 2012        |
| 6                | Les Pillards               | City of Dragons  | 2012               | 28 septembre 2012  |
| 7                | Le Vol des dragons         | Blood of Dragons | 2013               | 19 avril 2013      |
| 8                | Le Puits d'Argent          | Blood of Dragons | 2013               | 14 septembre 2013  |

Ce cycle a été intégralement traduit par Arnaud Mousnier-Lompré.
L'histoire prend place dans le désert des pluies, lieu déjà introduit dans L'Assassin royal puis plus particulièrement dans Les Aventuriers de la mer.
L'intrigue commence après la fin du deuxième cycle de L'Assassin royal : en échange de la protection du dragon Tintaglia, les marchands du désert des pluies se sont engagés à prendre soin des dragons à éclore. Mais ceux-ci, une fois nés, ne sont pas pleinement développés et ne peuvent donc pas voler ni se nourrir seul. Ne voulant pas qu'une telle situation s'éternise, les marchands embauchent alors des gardiens ainsi qu'une vivenef et son capitaine pour escorter les dragons vers l'amont du fleuve du désert des pluies. Leur but : éloigner les dragons et espérer découvrir la cité antique de Kelsingra.

##### L'Assassin royal: troisième cycle
Cette trilogie, parue en anglais sous le nom The Fitz and the Fool Trilogy, a été traduite et publiée en six volumes aux éditions Pygmalion. Les volumes de la version originale ont été publiés pour la première fois respectivement en 2014, 2015 et 2017 aux éditions Del Rey Books.
| N° éd. française | Titre français          | Titre original  | Parution originale | Parution française |
| ---------------- | ----------------------- | --------------- | ------------------ | ------------------ |
| 1                | Le Fou et l'Assassin    | Fool’s Assassin | 2014               | 29 octobre 2014    |
| 2                | La Fille de l'assassin  | Fool’s Assassin | 2014               | 11 mars 2015       |
| 3                | En quête de vengeance   | Fool's Quest    | 2015               | 27 janvier 2016    |
| 4                | Le Retour de l'assassin | Fool's Quest    | 2015               | 28 septembre 2016  |
| 5                | Sur les rives de l'Art  | Assassin's Fate | 2017               | 25 octobre 2017    |
| 6                | Le Destin de l'assassin | Assassin's Fate | 2017               | 21 mars 2018       |

Ce cycle a été intégralement traduit par Arnaud Mousnier-Lompré (avec la collaboration de Dominique Mousnier-Lompré et François Mousnier-Lompré pour le sixième et dernier tome).
L'histoire commence dix années après la fin du deuxième cycle de L'Assassin royal et est racontée, contrairement aux précédents romans du cycle, depuis deux points de vue.

#### Le Soldat chamane
Cette trilogie, signée Robin Hobb et parue en anglais sous le nom The Soldier Son Trilogy, a été traduite et publiée en huit volumes aux éditions Pygmalion. Chacun des trois volumes de la version originale compte environ 600 pages. Ils ont été publiés pour la première fois respectivement en 2005, 2006 et 2007 aux éditions EOS.
| N° éd. française | Titre français      | Titre original    | Parution originale | Parution française |
| ---------------- | ------------------- | ----------------- | ------------------ | ------------------ |
| 1                | La Déchirure        | Shaman's Crossing | 2005               | 13 octobre 2006    |
| 2                | Le Cavalier rêveur  | Shaman's Crossing | 2005               | 2 janvier 2007     |
| 3                | Le Fils rejeté      | Forest Mage       | 2006               | 27 novembre 2007   |
| 4                | La Magie de la peur | Forest Mage       | 2006               | 15 avril 2008      |
| 5                | Le Choix du soldat  | Forest Mage       | 2006               | 7 novembre 2008    |
| 6                | Le Renégat          | Renegade's Magic  | 2007               | 9 mars 2009        |
| 7                | Danse de terreur    | Renegade's Magic  | 2007               | 25 novembre 2009   |
| 8                | Racines             | Renegade's Magic  | 2007               | 24 mars 2010       |

Ce cycle a été intégralement traduit par Arnaud Mousnier-Lompré.
Les huit volumes en français du Soldat chamane sont désormais regroupés en trois tomes : Le Soldat chamane - L'Intégrale (environ 700 pages par tome) chez Pygmalion.
Ce cycle de Robin Hobb est situé dans un univers totalement différent de ceux de l'Assassin royal, des Aventuriers de la mer et des Cités des Anciens. En effet, ces trois cycles prennent place dans le même univers médiéval-fantastique, dans un monde commun avec cartographie liée, alors que le cycle du Soldat chamane s'inscrit dans une période plus proche de notre fin du XVIIIe siècle.
Après sa capitulation devant les armées de Canteterre, le royaume de Gernie a perdu ses terres les plus fertiles et ses débouchés maritimes de l'ouest. Le roi a alors lancé son pays vers l'est en s'emparant de plaines occupées jusqu'alors par les hommes nomades. Leur magie neutralisée par le fer des armes à feu gerniennes, ils durent accepter de voir les colons de Gernie s'installer sur leurs terres ancestrales. Le roi récompensa ses officiers les plus méritant en les anoblissant et en leur taillant des fiefs dans les nouvelles provinces dans le but de développer l'économie locale et de les rendre profitables. Mais l'ancienne aristocratie n'accepte pas ces nouveaux nobles (pourtant frères cadets issus des vieilles familles nobles) car ils représentent un changement dans l'équilibre des pouvoirs du royaume (les nouveaux nobles ayant également le droit de vote au conseil des Lords). Le roi décida de poursuivre l'extension du pays vers l'est et de construire une route vers la mer qui s'y trouve afin d'y fonder de nouveaux ports. Mais au début de l'histoire, ses forces se heurtent à une chaîne montagneuse couverte de forêts que certains pensent être le berceau d'anciennes magies et qui abritent les sauvages Ocellions. De plus, des rumeurs rapportent que la peste ocellionne décime les garnisons locales.
Jamère est un jeune homme qui vit dans une culture dirigée par un code social rigide, au royaume de Gernie. À l'âge de quinze ans, son père le confie à un étrange guerrier nomade qui, à l'aide de drogues et d'une expérience de transe chamanique, le propulse dans un autre monde. Il ne se réveille pas indemne car il y rencontre une mystérieuse magicienne, sorte de femme-arbre, qui s'empare de son esprit et le dresse contre la civilisation dont il est issu. Jamère devient un être déchiré, sensible à la destruction des arbres et de la nature que son monde pratique sans remords. Il lui faudra alors choisir entre l'humanité à laquelle il appartient et la nature primitive qui hante ses rêves.